# COVIran Barakat
COVIran Barakat — вакцина против COVID-19, разработанная иранской государственной компанией Shifa Pharmed Industrial Group. Вакцина была успешно протестирована на животных и одобрена Управлением по контролю за продуктами и лекарствами Ирана для тестирования на людях. II и III фазы клинических испытаний начались 13 марта 2021 г., первые участники испытаний были привиты 29 марта.

## Разработка и применение
29 декабря 2020 года начались испытания на людях первой отечественной вакцины-кандидата от COVID-19 в Иране.
На испытания вакцины подали заявки 65 000 иранцев, и 56 отобранных человек приняли участие в первой фазе испытаний на людях, которые продолжались от 45 до 60 дней.
В марте 2021 года исполнительный офис Ордена Имама Хомейни объявил о начале II и III фазы клинических испытаний COVIran Barakat с 280 участниками из разных городов, включая Тегеран, Мешхед, Карадж, Исфахан, Шираз. По разрешению отдела медицинского оборудования вторая фаза совпала с третьей. Вакцина достигла своей третьей фазы тестирования на людях; III фаза клинических испытаний началась 25 апреля 2021 г.